# Avinguda del Mestre Rodrigo
L'avinguda del Mestre Rodrigo és una avinguda del nord-oest de la ciutat de València, concretament del districte de Campanar.
S'inicia al Pont de Campanar sobre el Jardí del Túria (antic llit del riu Túria) i finalitza a l'enllaçar amb el tram d'autovia de la Ronda Nord de València (CV-30) i dona accés a la pedania de Benimàmet. S'encreua amb importants vies del districte de Campanar com el carrer de la Vall de la Ballestera, l'avinguda del General Avilés, l'avinguda de Pio Baroja, el carrer de la Safor i el carrer del Camp de Túria.
Està situada a l'oest de l'antic nucli urbà del poblat de Campanar i connecta aquest barri amb el nord del barri de Sant Pau (conegut popularment com a "Nou Campanar"). El seu tram més al nord (entre el carrer de la Safor i l'autovia CV-30) forma part de la ronda de bulevards de la ciutat de València, conformada per la Ronda Nord i la Ronda Sud, i a més aquest tram nord de l'avinguda fa de límit entre la zona urbanitzable de la ciutat i l'horta protegida de Campanar.
Discorre totalment paral·lela a l'avinguda de Pius XII i l'avinguda de les Corts Valencianes, una de les més importants vies d'entrada i eixida de la ciutat de València, a la qual ajuda a alliberar de tràfic.

## Nom
Està dedicada al compositor valencià Joaquín Rodrigo Vidre, popularment conegut com el Mestre Rodrigo. Nascut a Sagunt va ser un dels principals compositors espanyols de música clàssica durant el segle xx, i va ser condecorat amb el Marquesat dels Jardins d'Aranjuez l'any 1991 sobretot per la seua obra més coneguda: el Concert d'Aranjuez.

## Història
Va ser concebuda com una via per a alliberar de tràfic les a vegades saturades avinguda de Pius XII i avinguda de les Corts Valencianes, inici de la pista d'Ademús direcció a Llíria i el Racó d'Ademús. Al tractar-se d'una de les entrades a la ciutat amb major volum de trànsit es va idear l'avinguda del Mestre Rodrigo com a alternativa d'accés a la ciutat des de la Ronda Nord de València (CV-30) o bé com a eixida des del vell Camí de Trànsits com a prolongació de l'avinguda de Pérez Galdós des del pont de Campanar.

## Elements importants
Al seu inici es troben els Jardins del Túria, jardí més important de la ciutat de València i que la travessa d'oest a est. A les proximitats de l'avinguda trobem hospitals com l'Hospital 9 d'Octubre o l'Hospital Arnau de Vilanova, a més de l'antic nucli urbà del poblat de Campanar amb l'Església de la Nostra Senyora de la Misericòrdia.
La Falla Nou Campanar, una de les falles més monumentals i premiades dels últims anys, s'ubica a molt pocs metres de l'avinguda, prop de l'encreuament amb l'avinguda del General Avilés.
Nombrosos concessionaris de cotxes d'alta gamma es troben al llarg de l'avinguda, i a pocs metres trobem l'estadi Nou Mestalla del València CF, que actualment es troba en construcció. El camp de futbol de Beniferri està ubicat a la fi de l'avinguda, igual que el Jardí de Polifil (inspirat en El somni de Polifil) i conegut popularment com a Jardí de Beniferri.
A la part oest de l'últim tram de l'avinguda trobem l'horta de Sant Pau, barri de Campanar, on es pot contemplar part del paisatge de l'Horta de València que encara es manté junt a la ciutat. A aquesta horta es pot apreciar la séquia de Mestalla abans d'entrar a l'actual nucli urbà de la ciutat, a l'altura del carrer del Pare Barranc, camí que comunica amb la pedania de Benimàmet.

## Transports
Les estacions de MetroValencia més pròximes a l'avinguda són les situades a les avingudes de Pius XII i de les Corts Valencianes, concretament les de Túria, Campanar i Beniferri, totes elles de la línia 1.
En el futur s'espera que la línia 6 siga una línia de tramvia orbital que rodege la ciutat i passe per les proximitats de l'avinguda del Mestre Rodrigo.